# Michèle Méritz
Michèle Méritz, née Micheline Rosa Mitz le 24 septembre 1923 à Paris 12e et morte le 28 mai 1998 à Carcassonne, est une actrice française.

## Biographie
Michèle Méritz est élève du Cours Simon dans les années 1950.
En 1960, elle fonde avec Gérard Lebovici une agence artistique dont les deux premiers clients sont Philippe de Broca et Jean-Pierre Cassel et qui deviendra Artmedia quelques années plus tard.

## Filmographie

### Court métrage
- 1965 : Le Temps d'apprendre à vivre d'Henri Graziani

### Longs métrages
- 1959 : Le Beau Serge de Claude Chabrol
- 1959 : Les Cousins de Claude Chabrol
- 1960 : Classe tous risques de Claude Sautet
- 1960 : La Millième Fenêtre de Robert Ménégoz
- 1961 : Le Rendez-vous de minuit de Roger Leenhardt
- 1962 : La Guerre des boutons d'Yves Robert